# 曠野鷹豪樂團
曠野鷹豪樂團（Haggard）於1991年成立，是一支德國交響金屬樂團。他們將西洋古典音樂、文藝復興音樂和歐洲中世紀音樂結合到末日金屬之中。

## 背景
樂團在1991年成立並演奏死亡金屬。在1992年他們錄製第一張Demo《Introduction》之後開始轉變音樂類型，以古典樂器及交響樂旋律演繹民謠主題的歌曲。1997年推出的《And Thou Shalt Trust... the Seer》專輯代表他們在音樂上的突破，之後的第二張專輯《Awaking the Centuries》，他們兩度前往墨西哥巡迴演唱。2004年，發行第三張專輯《伽利略的星空》，內容敘述義大利學者伽利略的生平，他因支持主張日心說的哥白尼，而被教會視為異端遭到逮捕。
在《Awaking The Centuries》專輯發行之前，樂團成員曾經高達21人。所有歌曲都是由主唱兼吉他手 Asis Nasseri 創作。
第四張專輯《伊瑟利亞傳奇》在2008年發行，整張專輯內容是以奇幻故事作為基礎。

## 特色
- 同一首歌的歌詞常交錯使用大段落的德語、義大利語、英語、拉丁語等。
- 將古典樂器和聲樂次女高音結合電子樂器和死腔。

## 音樂作品

### Demos
- 《Introduction》（1992）
- 《Progressive》（1994）
- 《Once... Upon A December´s Dawn》（1995）

### 錄音室專輯
- 《And Thou Shalt Trust... the Seer》（1997）
- 《Awaking the Centuries》（2000）
- 《伽利略的星空》（Eppur Si Muove）（2004）
- 《伊瑟利亞傳奇》（Tales of Ithiria）（2008）

### 演唱會專輯
- 《Awaking the Gods: Live In Mexico》（2001）

### DVD及錄影帶
- 《In A Pale Moon's Shadow》（VHS）（1998）
- 《Awaking the Gods: Live In Mexico》（DVD／VHS）（2001）

## 成員

### 目前成員
- Asis Nasseri – 主唱、吉他（1991-）
- Susanne Ehlers – 女高音
- Veronika Kramheller – 女高音
- Fiffi Fuhrmann – 男高音、貝斯
- Andreas Peschke – 笛
- Steffi Hertz – 中提琴
- Johannes Schleiermacher – 大提琴
- Claudio Quarta – 吉他
- Hans Wolf – 鋼琴，鍵盤
- Luz Marsen – 鼓、吉他、打擊樂器（1991-）
- Ally - 小提琴
- Schummi- 打擊樂器

### 前成員
- Florian Bartl – 雙簧管、英國管
- Ivica Kramheller (née Percinlic) – 低音提琴
- Michael Stapf – 小提琴
- Judith Marschall – 小提琴
- Doro – 小提琴
- Michael Schumm – 定音鼓，打擊樂器
- Mark Pendry – 單簧管
- Sasema – 主唱
- Robert Müller – 單簧管
- Christoph Zastrow – 笛
- Danny Klupp – 吉他
- Kathrin Pechlof – 豎琴
- Karin Bodemüller – 主唱
- Florian Schnellinger – 貝斯，主唱
- Andi Nad – 貝斯
- Gaby Koss – 主唱
- Robin Fischer – 貝斯
- Andi Hemberger – 主唱
- Kathrin Hertz – 大提琴
- Andreas Peschke – 笛

《伽利略的星空》這張專輯除了16位樂團成員之外，還有超過10位客座樂手及歌手參與錄製。

## 外部連結
- 曠野鷹豪樂團官方網站 （页面存档备份，存于）
- 曠野鷹豪樂團的MySpace主頁
- Drakkar Entertainment官方網站 （页面存档备份，存于）
- 曠野鷹豪樂團的LIVE照片 （页面存档备份，存于）